# کیم دو یون (خواننده)
کیم دو یون (کره‌ای: 김도연؛ زادهٔ ۴ دسامبر ۱۹۹۹)، که بیشتر با نام دویون شناخته می‌شود، خواننده و بازیگر اهل کره جنوبی زیر نظر کمپانی فنتجیو است. او بیشتر به عنوان شرکت کننده در ریلتی شوی شبکهٔ ام‌نت، پرودوس ۱۰۱ شناخته می‌شود و عضوی از گروه آی.او. آی بوده‌است. او عضوی از گروه ویکی میکی و همچنین گروه ویژهٔ وی‌جی‌ام‌کی زیر نظر فنتجیو و استارشیپ انترتینمنت است. در سال ۲۰۱۸ او در برنامهٔ قانون جنگل حضور پیدا کرد و حرفهٔ بازیگری خود را در درام کوتاه (۲۰۱۸) آغاز کرد.